# Paramagnetisme
Paramagnetisme er en egenskab for visse materialer. En materialeprøves enkelte atomer er at betragte som magnetiske dipoler, dvs. har en sydpol og en nordpol, og når de udsættes for et udefrakommende magnetfelt, vil de rette sig ind efter dette, så hele materialeprøven samlet set bliver en magnetisk dipol. Hvis magnetfeltet fjernes, vil atomerne igen rykke sig rundt tilfældigt, og magnetiseringen forsvinde.

## Fodnoter
1. ↑  Halliday, David; Krane, Kenneth S.; Resnick, Robbert. "Magnetic Properties of Materials", Physics (5. udgave), bind 2, John Wiley & Sons, Inc. 2002, s. 808. ISBN 978-0-471-40194-0.

| Fysik | Spire Denne artikel om fysik er en spire som bør udbygges. Du er velkommen til at hjælpe Wikipedia ved at udvide den. |